# Risk (album)
Risk è l'ottavo album della thrash metal band statunitense Megadeth, pubblicato nel 1999.

## Descrizione
È l'ultimo disco ad avere Marty Friedman alla chitarra solista, il quale annuncerà la sua uscita dal gruppo nel marzo 2000. È inoltre il primo album ad essere registrato con il nuovo batterista Jimmy DeGrasso.
Il titolo dell'album deriva da un commento che Lars Ulrich, batterista dei Metallica, fece su Dave Mustaine, dicendogli che lui corre molti più "rischi" suonando la sua musica.
L'album non venne apprezzato da buona parte dei fan e le vendite ne risentirono nel complesso. Inoltre è palese il cambio di sonorità da parte del gruppo, vicino a sperimentazioni lontane dal loro vecchio sound thrash.

## Tracce
1. Insomnia (4:43)
2. Prince of Darkness (6:26)
3. Enter the Arena (0:52)
4. Crush 'Em (4:57)
5. Breadline (4:23)
6. The Doctor Is Calling (5:40)
7. I'll Be There (4:19)
8. Wanderlust (5:21)
9. Ecstasy (4:28)
10. Seven (5:00)
11. Time: The Beginning (3:04)
12. Time: The End (2:26)
13. Insomnia (Jeff Balding mix) *
14. Breadline (Jack Joseph Puig mix) *
15. Crush 'Em (Jock Mix) *

- Bonus track presenti nella ristampa del 2004

## Formazione
- Dave Mustaine - chitarra e voce
- David Ellefson - basso e cori
- Marty Friedman - chitarra
- Jimmy DeGrasso - batteria

## Classifiche
| Classifica (1999) | Posizione massima |
| ----------------- | ----------------- |
| Austria           | 34                |
| Canada            | 14                |
| Finlandia         | 8                 |
| Francia           | 37                |
| Germania          | 38                |
| Giappone          | 11                |
| Norvegia          | 31                |
| Nuova Zelanda     | 27                |
| Paesi Bassi       | 39                |
| Regno Unito       | 29                |
| Stati Uniti       | 16                |
| Svezia            | 17                |